# Товариство охорони воєнних могил
Товариство охорони воєнних могил — товариство для опіки над могилами українських вояків, поляглих у першій світовій та визвольних війнах (1914 — 1920); діяло у Львові 1927 — 1939, мало 32 філії в Галичині. Товариство подбало про облицювання могил і встановлення на них кам'яних хрестів УГА; про могили дбали переважно пластуни. Перший голова товариства — Бронислав Янів.
Філії діяли, зокрема, в таких містах: Львів, Станиславів, Тернопіль, Рогатин, Перемишль, Чортків, Белз, Бучач, Сколє, Угнів, Краків, Рава Р., Ходорів, Поморяни, Яворів, Підгайці, Теребовля, Зборів, Бережани, Жовква, Стрий, Калуш, Надвірна, Комарно, Базар, Цебрів, Кути коло Золочева.